# Brangan Mulya
Brangan Mulya is een bestuurslaag in het regentschap Muko-Muko van de provincie Bengkulu, Indonesië. Brangan Mulya telt 440 inwoners (volkstelling 2010).